# جيريمي وير (لاعب كرة قدم أمريكية)
جيريمي وير (بالإنجليزية: Jeremy Ware)‏ هو لاعب كرة قدم أمريكية أمريكي، ولد في 18 سبتمبر 1986 في فورت مايرز في الولايات المتحدة.

## وصلات خارجية
- جيريمي وير على موقع مرجع كرة القدم المحترفة.كوم (الإنجليزية)